# Њу Хејвен (округ Хјурон, Охајо)
Њу Хејвен (енгл. New Haven, Huron County) насељено је место без административног статуса у америчкој савезној држави Охајо.

## Демографија
По попису из 2010. године број становника је 399.
| Група             | 2000.    | 2010.       |
| Белци             | 0 (0,0%) | 366 (91,7%) |
| Афроамериканци    | 0 (0,0%) | 2 (0,5%)    |
| Азијати           | 0 (0,0%) | 1 (0,3%)    |
| Хиспаноамериканци | 0 (0,0%) | 23 (5,8%)   |
| Укупно            | 0        | 399         |